# جانا برزکو-مارگراندر
جانا برزکو-مارگراندر (به انگلیسی: Jana Berezko-Marggrander) ژیمناست زادهٔ ۱۷ اکتبر ۱۹۹۵ میلادی اهل کشور آلمان است.